# John Francis Noll
John Francis Noll (* 25. Januar 1875 in Fort Wayne, Indiana; † 31. Juli 1956) war ein US-amerikanischer Geistlicher und römisch-katholischer Bischof von Fort Wayne.

## Leben
John Francis Noll empfing am 4. Juni 1898 durch den Bischof von Fort Wayne, Joseph Rademacher, das Sakrament der Priesterweihe.
Papst Pius XI. ernannte ihn am 12. Mai 1925 zum Bischof von Fort Wayne. Die Bischofsweihe spendete ihm der Erzbischof von Chicago, George William Kardinal Mundelein am 30. Juni desselben Jahres; Mitkonsekratoren waren der Bischof von Nashville, Alphonse John Smith, und der Bischof von Corpus Christi, Emmanuel Boleslaus Ledvina. 
Am 2. September 1953 verlieh ihm Papst Pius XII. den persönlichen Titel Erzbischof.